# Genesis Motor
Genesis Motor, LLC este un brand auto de lux sud-coreean, parte a Hyundai Motor Group. În prezent, brand-ul este comercializat în Coreea de Sud, China, Orientul Mijlociu, Rusia, Canada, SUA și Australia, având în plan și extinderea în Europa și în restul Asiei. Modelele sunt produse în Ulsan, în Coreea de Sud.

## Modele actuale

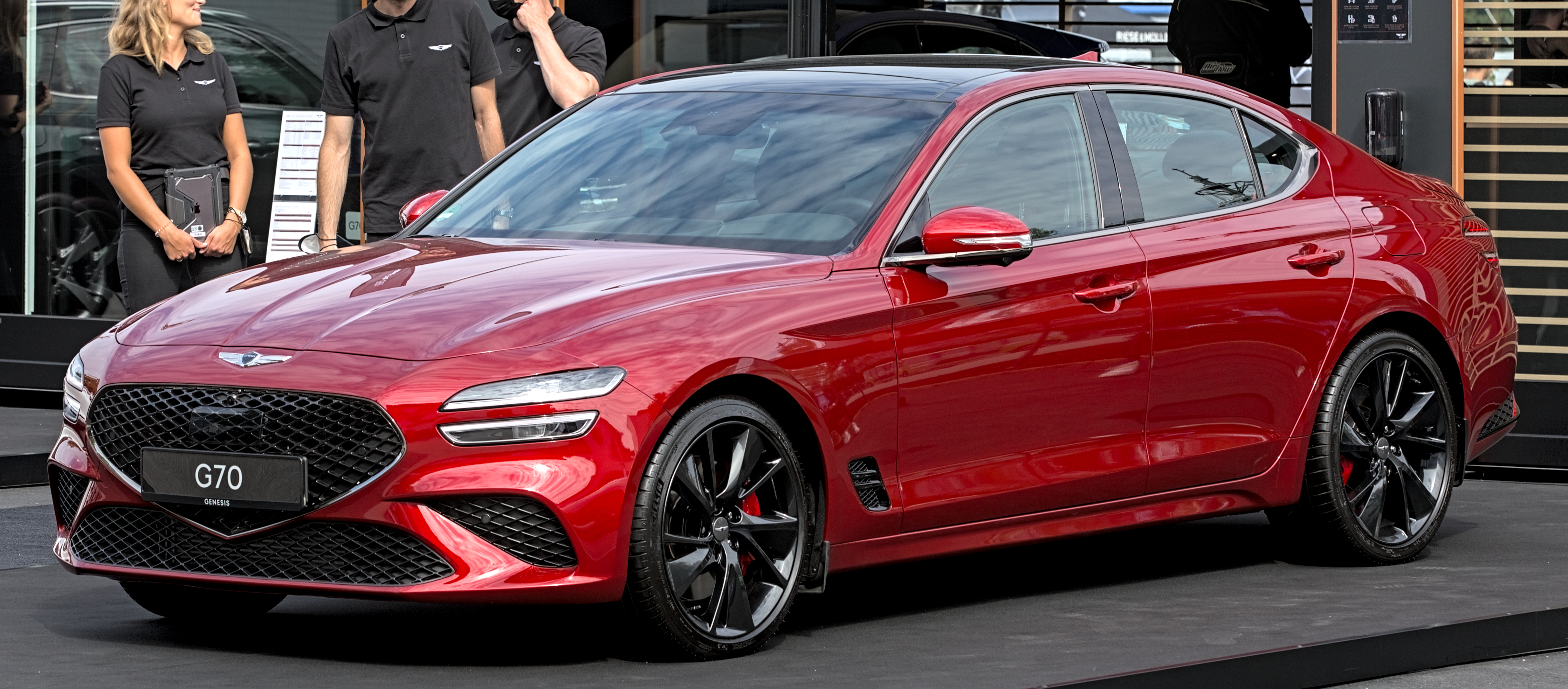
Genesis G70
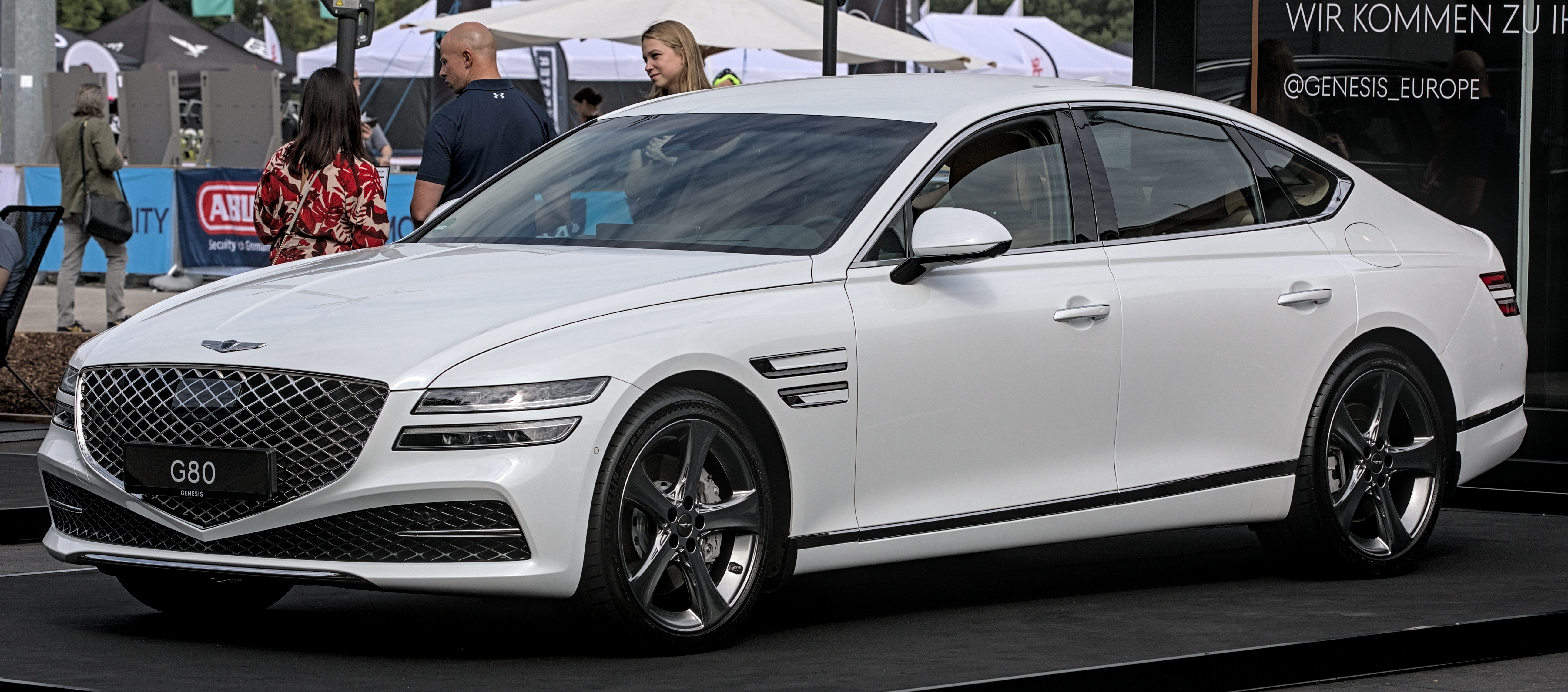
Genesis G80
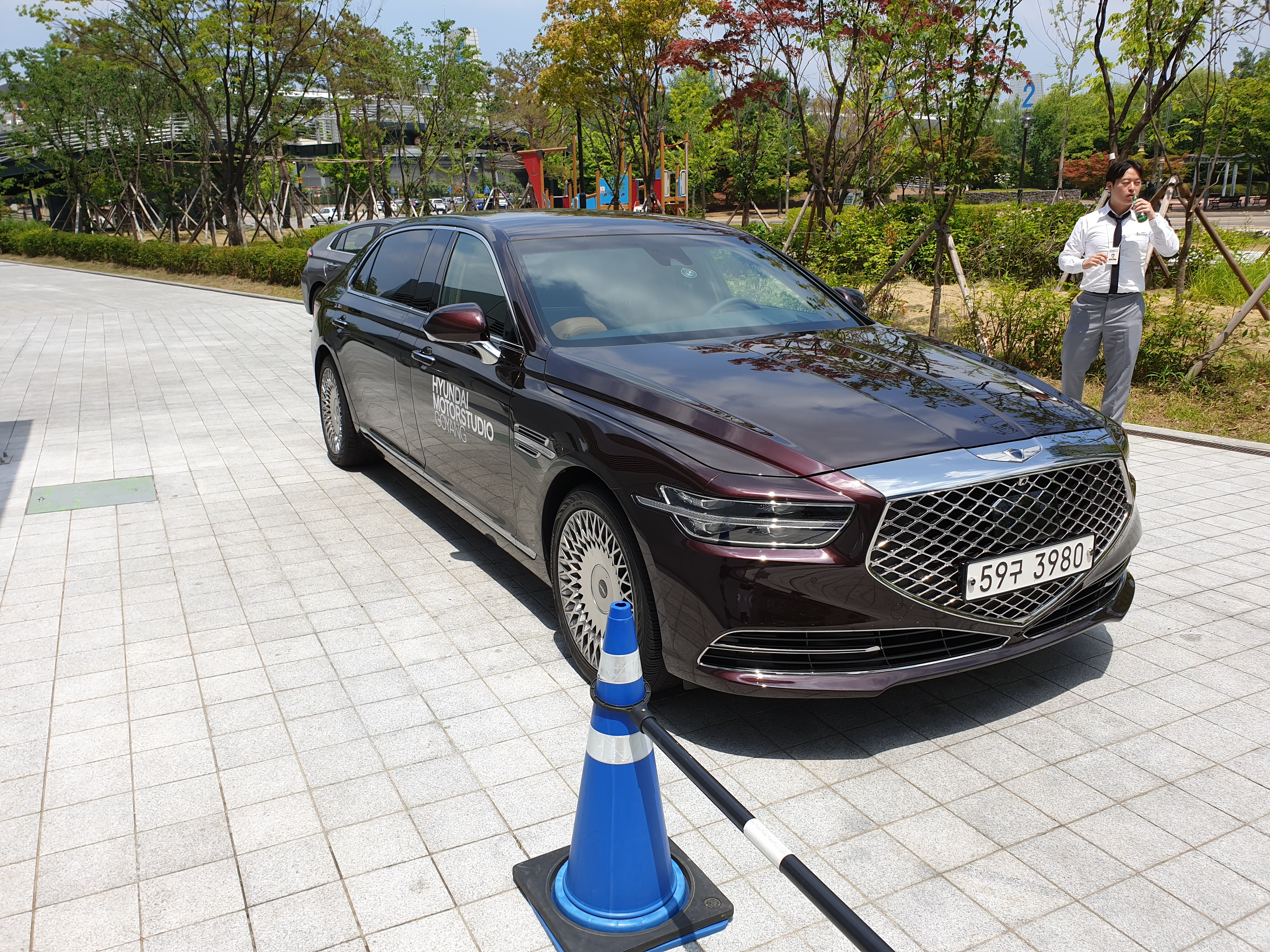
Genesis G90
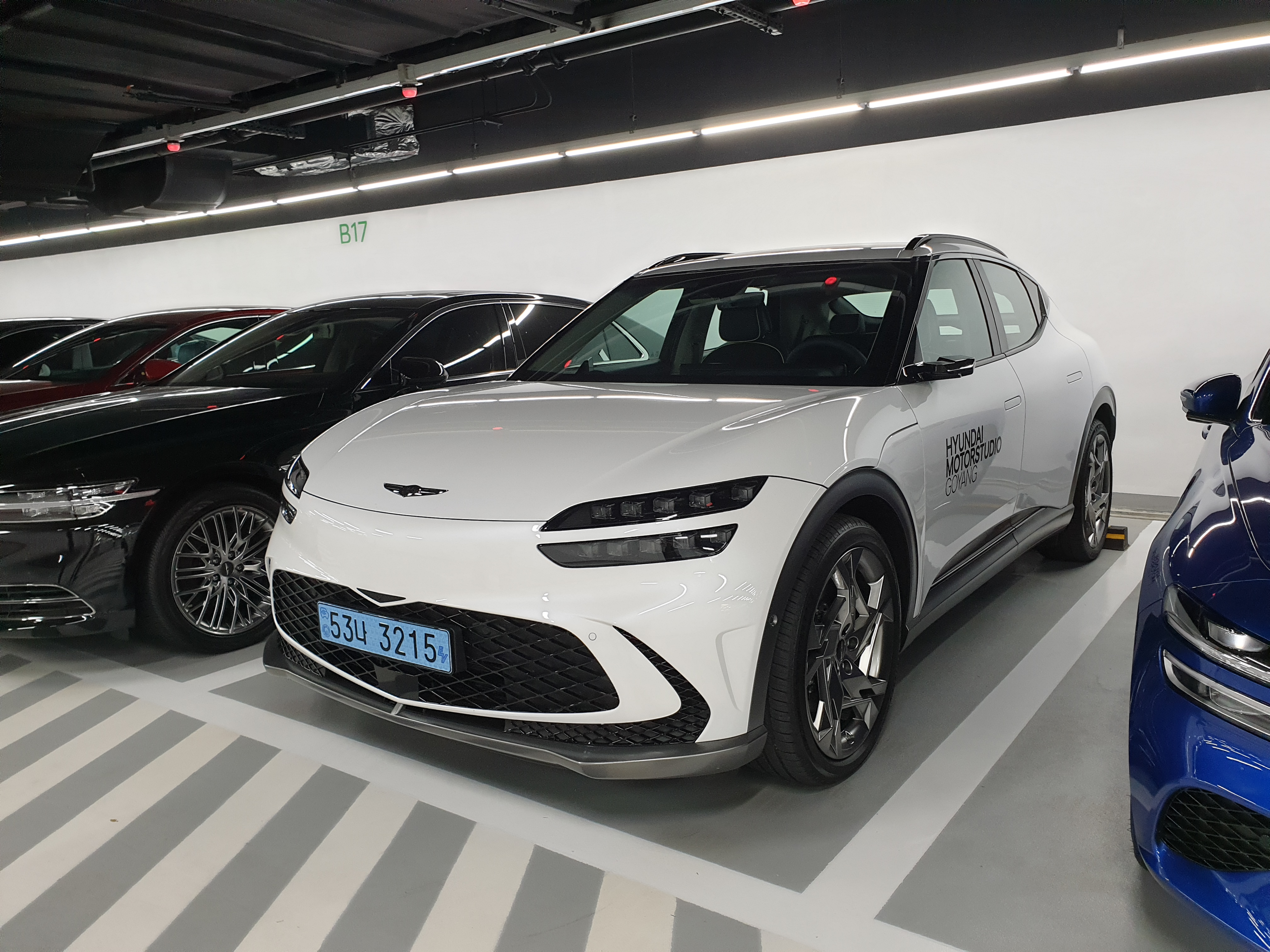
Genesis GV60
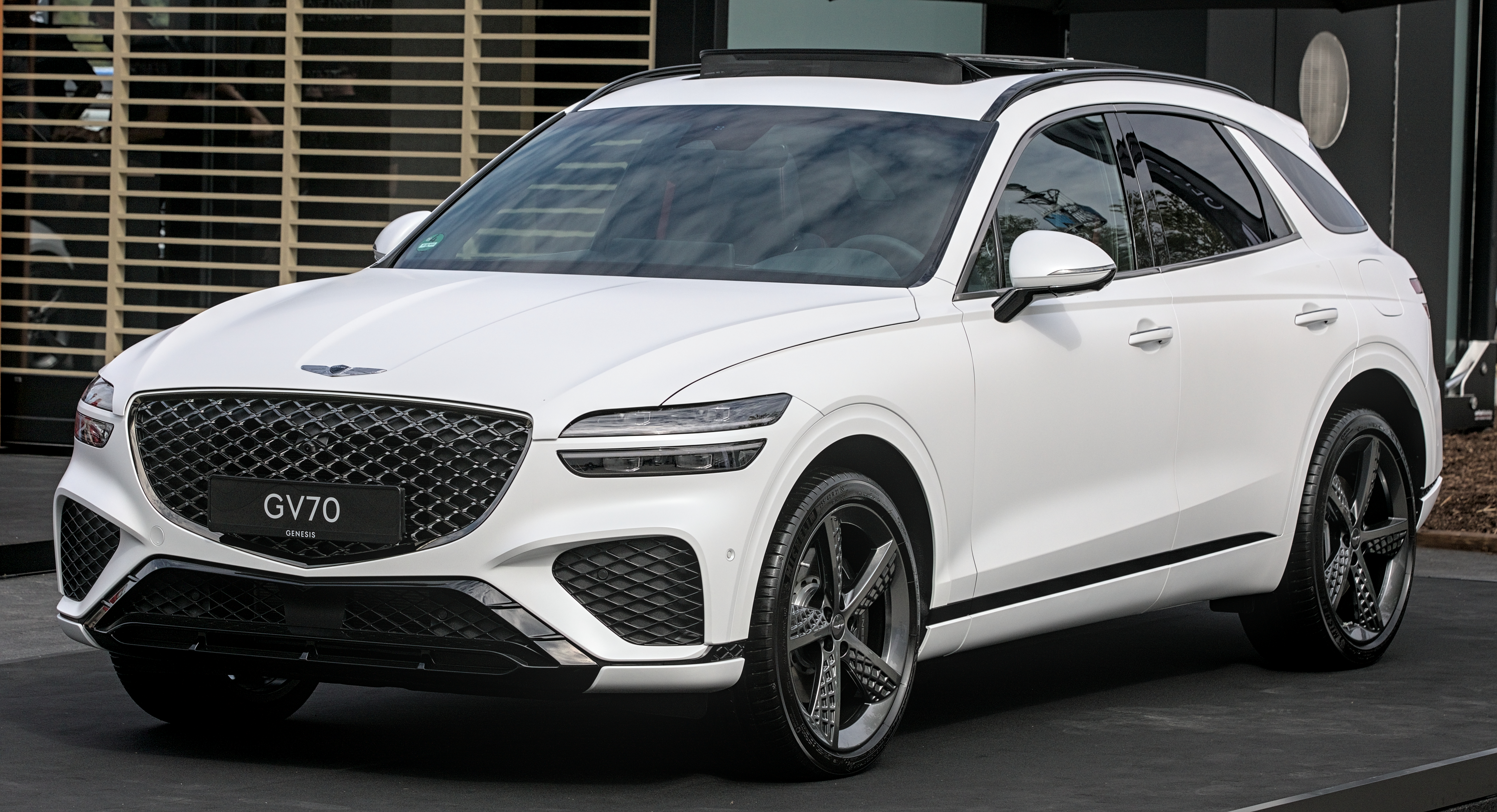
Genesis GV70
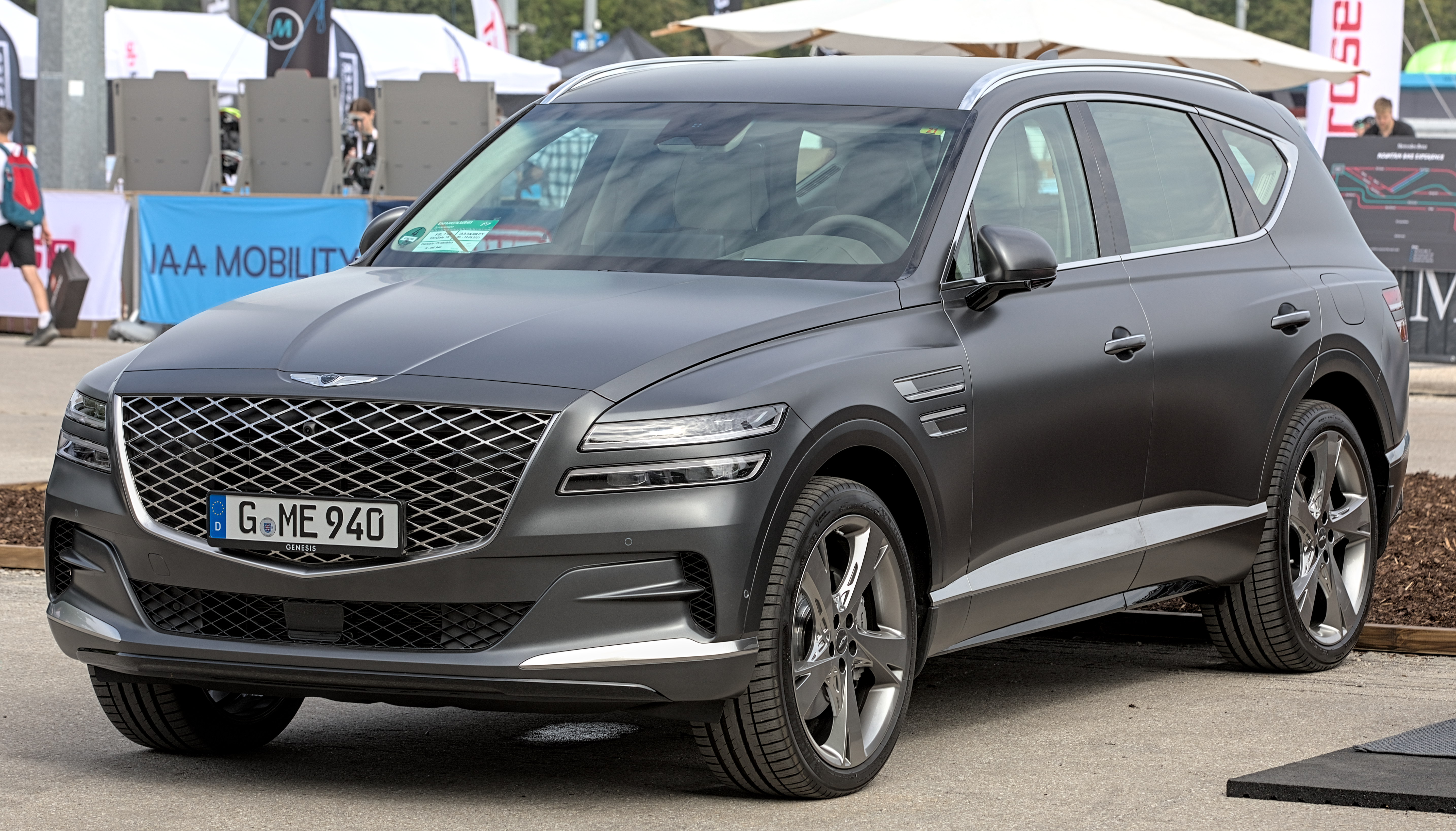
Genesis GV80